# Joey Baron
Joey Baron (* 26. června 1955 Richmond, Virginie) je americký jazzový bubeník. Podílel se na mnoha hudebních albech mnoha interpretů, mezi které patří například John Zorn, Bill Frisell, Stan Getz, Laurie Anderson nebo David Bowie.